# Cenú
Cenú (Zenu, Senú, Sinú), plemena američkih Indijanaca iz sjeverne nizinske Kolumbije, koji se dijele na tri uže skupine, Cenúfana,Pancenú i Fincenú. Fincenú su živjeli u bazenu rijeke Sinú, Pancenú duž donjeg toka rijeke San Jorge i Cenúfana na donjem toku Cauce. Po izvještajima iz 1530.-tih Cenúfana su bili najmoćniji među njima, a slijedili su po redu Fincenú i Pancenú.
Opisani su kao narod koji je bio vješt u obradi zlata. privreda je počivala na ratarstvu, uzgoju kukuruza, graha, slatke manioke, slatkog krumpira i pamuka, a važnu ulogu imali su i lov, ribolov i sakupljanje divlje biljne hrane. Naselja su se sastojala od velikih sela opasanih palisadama, s drvenim kućama obljepljenih blatom, između kojih su priolazile ulice i nalazili se trgovi.
Od pamuka su pleli viseće mreže za spavanje i bavili za lončarstvom i izradom kanua dubljenih u deblima trupaca. Zbog tople klime odjeća je bila oskudna; pokrivači za genitalije kod muškaraca, dok su žene nosile suknjice od pamuka.
Poglavica je kod Cenu-naroda mogla biti i žena. Poliginija je bila uobičajena, a kanibalizam je zabilježen tek kod skupine Cenufana. Vjera je bila centrirana obožavanje idola za koje su gradili posebna svetišta.
Jezik cenú, klasificira se porodici chocoan, i preko nje (od nekih jezikoslovaca) kao karipske.
Cenu plemena nestala u kontaktu sa Španjolcima kroz 25 godina od 1510. do 1535., što kroz ratove, što od bolesti.

## Vanjske pioveznice
- sinú  Arhivirana inačica izvorne stranice od 6. siječnja 2009. (Wayback Machine)